# Åke Ohberg
Åke Ohberg, (født 20. juli 1905 i Västerås, død 18. juli 1975), var en svensk skuespiller, instruktør, producent og sanger. Han var gift med Peggy Lindberg.

## Biografi
Åke Ohberg var elev på Lorensbergsteatern i Gøteborg i 1920'erne. Mellem 1921 og 1932 blev han engageret ved Helsingborgs stadsteater efterfulgt af en kort periode 1935-1936 ved Vasateatern i Stockholm.
I 1930'erne og 1940'erne var Ohberg en populær filmstjerne. Filmdebut skete i Gustaf Molanders Vi som går köksvägen i 1932. Ohberg fik sin debut som instruktør i 1940 med filmen Romans.
Ohberg er begravet på Norra begravningsplatsen i Stockholm.

## Udvalgt filmografi
- 1932 - Vi som går köksvägen
- 1933 - Luftens Vagabond
- 1933 - Två man om en änka
- 1935 - Äktenskapsleken
- 1936 - Kungen kommer
- 1937 - Lajla
- 1939 - Landstormens lilla Lotta
- 1940 - Romans
- 1941 - Snapphanar
- 1942 - Man glömmer ingenting
- 1943 - Elvira Madigan
- 1944 - Stopp! Tänk på något annat
- 1945 - Rosen på Tistelön
- 1947 - Dynamit
- 1949 - Vi flyger på Rio
- 1955 - Ute blåser sommarvind